# Nhóm ngôn ngữ Nenets
Ngữ chi Nenets (cũng được gọi là Yurak) là một cặp ngôn ngữ liên quan chặt chẽ đến nhau hiện diện tại miền bắc Nga và được người Nenets nói. Chúng thường được xem như hai phương ngữ của một ngôn ngữ, nhưng chúng khá khác biệt lẫn nhau và khó mà thông hiểu lẫn nhau. Tiếng Nenets lãnh nguyên, ngôn ngữ đông người nói hơn, là ngôn ngữ của khoảng 20.000 người trong một khu vực kéo dài từ bán đảo Kanin tới sông Enisei; và tiếng Nenets rừng, nói bởi từ 1.000 tới 1.500 người quanh sông Agan, Pur, Lyamin và Nadym.
Ngữ chi Nenets được xếp trong ngữ hệ Ural, nghĩa là chúng có quan hệ xa với vài ngôn ngữ châu Âu – như tiếng Phần Lan, tiếng Estonia, và tiếng Hungary – cũng những số ngôn ngữ thiểu số khác tại Nga. Cả hai ngôn ngữ Nenets đều chịu ảnh hưởng nặng bởi tiếng Nga. Tiếng Nenets lãnh nguyên, ở mức độ ít hơn, chịu ảnh hưởng bởi tiếng Komi và tiếng Khanty. Tiếng Nenets rừng cũng chịu ảnh hưởng bởi tiếng Khanty. Tiếng Nenets lãnh nguyên có một nền văn học bắt đầu từ thập niên 1930, trong khi tiếng Nenets rừng chỉ trở thành ngôn ngữ viết vào thập niên 1990 và được ghi nhận trong rất ít văn kiện.
Ngoài từ 'Nenets', chỉ có một từ gốc Nenets khác đã đi vào tiếng Anh: 'parka', loại áo trùm đầu dài truyền thống được làm từ da hoặc lông thú.

## Đặc điểm chung
Hai ngôn ngữ Nenets có 16 trạng và sự vòm hóa có hệ thống của gần như tất cả các phụ âm. Điều này xuất phát từ sự tương phản giữa các nguyên âm khác nhau trong ngôn ngữ Samoyed nguyên thủy.
- *Cä, *Ca → *Cʲa, *Ca
- *Ce, *Cë → *Cʲe, *Ce
- *Ci, *Cï → *Cʲi, *Ci
- *Cö, *Co → *Cʲo, *Co
- *Cü, *Cu → *Cʲu, *Cu

Các âm ngạc mềm *k và *ŋ cũng chuyển thành *sʲ và *nʲ khi vòm hóa.
Sự biến đổi này cũng được quan sát thấy trong những ngôn ngữ Samoyed khác: tiếng Enets, tiếng Nganasan và tiếng Yurats tuyện chủng.

## Sự khác biệt giữa hai ngônn ngữ
Tiếng Nenets lãnh nguyên gần gũi với ngôn ngữ Nenets nguyên thủy hơn tiếng Nenets rừng. Những sự thay đổi ở mỗi ngôn ngữ là:
- Tiếng Nenets lãnh nguyên:
  - Sự phản mỗi hóa /wʲ/ → /j/
  - Sự biến đổi phụ âm /k/ → /x/
  - Đơn giản hóa /ʔk/ → /k/
- Tiếng Nenets rừng:
  - Sự biến đổi âm đầu /s/ → /x/
  - Sự phản mũi hóa /nʲ/ → /j/
  - Thay đổi từ âm R thành âm xát cạnh: /r/, /rʲ/ → /ɬ/, /ɬʲ/
  - Sự rút ngắn âm mũi cặp
  - Sự xuất hiện cặp ngắn/dài với âm /a/ và /æ/